# Баренцево-Карский нефтегазоносный бассейн
Баренцево-Карский нефтегазоносный бассейн — расположен в западной части Северного Ледовитого океана, в Баренцевом море и северной части Карского моря.
В данном бассейне открыто пять месторождений: Мурманское, Северо-Кильдинское, Штокмановское, Ледовое и Лудловское.
Нефтегазоносный бассейн открыт в конце 80-х годов XX века с открытием месторождения-гиганта Штокмановского. Продуктивными являются триасовые и юрские комплексы, нефтематеринскими — отложения пермо-триаса.
Ресурсы оцениваются в 5—30 трлн м³ природного газа и в 2—8 млрд тонн нефти.